# Ардино
А́рдино (болг. Ардино) — місто в Кирджалійській області Болгарії. Адміністративний центр общини Ардино.

## Населення
За даними перепису населення 2011 року у місті проживали 3493 особи.
Національний склад населення міста:
| Національність   | Кількість осіб | Відсоток |
| ---------------- | -------------- | -------- |
| турки            | 1719           | 67,3%    |
| болгари          | 766            | 30,0%    |
| цигани           | 0              | 0%       |
| інша             | 21             | 0,8%     |
| не визначились   | 49             | 1,9%     |
| Всього відповіли | 2555           |          |

Розподіл населення за віком у 2011 році:
Динаміка населення: